# BetFIRST
 (novembre 2024).
L'article doit être relu — et modifié si nécessaire — par des contributeurs indépendants pour apporter un regard critique aux contributions effectuées en violation des conditions d'utilisation de Wikipédia, tant sur la forme (notamment concernant le style encyclopédique, la proportionnalité) que sur le fond (la neutralité de point de vue, la qualité et l'indépendance des sources).
betFIRST est une marque de Betsson AB, une société de jeux en ligne qui produit des sites de casino, de Poker, de bingo, de paris sportifs et de cartes à gratter, à travers plus de 20 marques de jeux en ligne.
Betsson AB dispose de licences dans plusieurs marchés régulés dont la Belgique (la société SAGEVAS S.A. détient une licence F paris sportifs et agences depuis 2011 et une licence F+ paris sportifs en ligne. Licence B jeux de casino et jeux d’arcades en 2013 via l’achat de la société B&M qui détenait la licence. En 2014, B&M a obtenu une Licence B+ (casino en ligne). En 2024, Betsson AB signe un partenariat avec le Casino de Middelkerke, appartenant au Groupe Partouche, qui détient une Licence de casino A+).
En 2018, une société de support de betFIRST, Premier Betting Services Ltd, est créée à Malte. Depuis 2021, betFIRST a également des employés au Luxembourg via techFAST1, une société de support dans les softwares, le marketing, les médias, le juridique et la compliance. betFIRST s’est développée pour devenir l’un des trois principaux acteurs du secteur des paris en Belgique.

## Historique
betFIRST est une marque créée en 2011 par le Groupe IPM, entreprise belge dont les activités couvrent les médias, la publicité, les voyages, l'assurtech, les investissements dans des projets d'innovation et les paris sportifs (avant la vente de betFIRST à Betsson AB). François le Hodey, patron du groupe de presse IPM S.A. avait à l’origine voulu créer une nouvelle marque de paris sportifs (betFIRST), afin d’apporter une nouvelle source de revenu aux libraires et soutenir la presse écrite,. betFIRST est l’un des rares opérateurs de paris sportifs en ligne à être 100% belge. Et pour cause: la société Sagevas S.A., qui propose les paris sportifs sous le label betFIRST, était une filiale du groupe de presse IPM, éditeur de la DH.
En 2018, un parieur belge réalise un exploit en remportant un gain exceptionnel de 225 971,99 euros sur la plateforme de paris sportifs betFIRST. Ce gain est documenté comme un record à cette époque dans le pays.
En 2023, le Groupe belge IPM a annoncé son retrait du secteur des paris sportifs avec la cession de betFIRST au Groupe suédois Betsson AB, qui ambitionne de renforcer sa présence sur le marché belge. betFIRST, la marque belge du Groupe IPM, a été ainsi acquise par Betsson AB, une société cotée à la Bourse de Stockholm, précisément sur le Nasdaq Stockholm Mid Cap. Betsson AB est spécialisée dans les jeux en ligne, le casino, le poker, le bingo, les paris sportifs et les cartes à gratter, opérant dans près d'une vingtaine de pays sous diverses enseignes telles que Betsson, Betsafe, Nordicbet et Casinoeuro. La transaction, d'un montant de 120 millions d'euros, a été facilitée par Sagevas, la société exploitant la marque betFIRST, qui avait mandaté la banque Rothschild pour trouver un partenaire stratégique. L'acquisition par Betsson AB répond aux critères définis par les actionnaires vendeurs, qui ont choisi Betsson AB comme repreneur idéal. Le Groupe IPM, en collaboration avec des investisseurs familiaux, détenait plus de 50% de betFIRST, en association avec le directeur général Alexis Murphy et l'entrepreneur français Jacques Elalouf, qui possédait plus d’un tiers des parts. La même année, betFIRST annonce l'élargissement de sa gamme de fournisseurs en ajoutant SYNOT Games à sa bibliothèque de jeux.
En Février 2024, betFIRST élargie sa gamme avec Stakelogic Live,.

### Produits

#### Paris sportifs
betFIRST propose une offre de paris sportifs très large dans le football, le tennis, le basketball, etc.

#### Dice
betFIRST propose une vaste gamme de jeux de casino et machine à sous Dice Slots.

#### Live Casino
En 2024, betFIRST lance un casino en ligne en partenariat avec le Casino de Middlekerke qui détient pour ce faire la Licence A+.

### Actionnaires
Liste des principaux actionnaires au 15 juin 2023.
| Groupe IPM et investisseurs familiaux | 62% |
| Jacques Elalouf                       | 38% |

Depuis le 5 juillet 2023, Betsson AB détient 100% des actions depuis l’acquisition de toutes les actions de SAGEVAS et de TF Holding.

### Sponsoring
En 2020, betFIRST est partenaire des Elite Series, une league d’e-sport.
En 2021, betFIRST est le sponsor de la BNXT League,.
En 2022, betFIRST est le nouveau sponsor maillot du Royal Antwerp Football Club, club évoluant en Jupiler Pro League (Belgique). Cette collaboration marque un partenariat significatif entre le club et betFIRST, établissant ce dernier comme l'un des sponsors majeurs du Royal Antwerp Football Club pour les cinq prochaines saisons. En 2023, le Royal Antwerp Football Club a été champion de Belgique et a remporté la coupe de Belgique.